# La polizia li vuole morti
La polizia li vuole morti (Moving Violation) è un film del 1976 diretto da Charles S. Dubin.
È un film drammatico di produzione statunitense.

## Trama
Nella cittadina texana di Rockfield, due bravi ragazzi sono testimoni dell'uccisione di un poliziotto da parte dello sceriffo Ramkin. Accortosi della presenza dei due giovani, lo sceriffo li perseguita e li accusa dell'omicidio, scatenando così verso di loro una caccia spietata.